# Мілана Чернявська
Мілана Чернявська (Milana Chernyavska, народилася 13 січня 1968 року) – відома українська та німецька піаністка й педагог, яка народилася та навчалася в Україні. Заслужена артистка України, кандидатка мистецтвознавства (PhD).

## Життєпис
Навчалася музиці з 5 років, першим педагогом стала її мама. Закінчила Київську спеціалізовану музичну школу-інтернат імені Миколи Лисенка, клас Ірини Ліпатової. Перша викладачка значно вплинула на розвиток музикантки, як і піаніст Сергій Скринченко. 1990 року з відзнакою закінчила Національну музичну академію імені Петра Чайковського , клас професора Валерія Сагайдачного.
Відвідувала майстер-класи таких музикантів, як Alfred Brendel, Дмитро Башкіров, Володимир Крайнєв, Sergio Perticaroli та Alexander Lonquich. 1998 року отримала диплом магістра у Munich Music Academy, навчаючись у професорів Margarita Höhenrieder та Gerhard Oppitz.
Піаністка бере участь у журі великих фортепіанних конкурсів   – зокрема, ARD, Ferruccio Busoni International Piano Competition, International Mozart Competition Salzburg, Santa Cecília International Competition  та Bluethner Goldaward.
Ім’я музикантки регулярно з'являється у програмах Lucerne Festival, Ruhr Piano Festival, Pablo Casals Festival, Rheingau Music Festival, Heidelberger Frühling, Schleswig-Holstein Music Festival, Festival Mecklenburg-Vorpommern, Schwetzingen Festival. Вона виступає у престижних концертних залах у різних країнах – у Musikverein (Відень), Concertgebouw (Амстердам), Suntory Hall (Токіо), Herkulessaal (Мюнхен), Wigmore Hall (Лондон), Carnegie Hall (Нью-Йорк) та Петербурзькій філармонії.
Вона часто грає камерні програми в ансамблях з відомими музикантами     – Julia Fischer, Lisa Batiashvili, David Garrett, Arabella Steinbacher, Sebastian Klinger, the Vogler Quartet, Maximilian Hornung, Daniel Müller-Schott, Susanna Yoko Henkel та іншими. Мілана Чернявська є засновницею Milander Quartett.

## Педагогічна діяльність
Мілана Чернявська є професоркою класу фортепіано в Університеті музики та виконавських мистецтв у м. Грац, Австрія  (з 2009 року) та професоркою Міжнародної музичної академії у Князівстві Ліхтенштейн  (з 2010 року). Її студенти постійно отримують головні призи на престижних міжнародних конкурсах – Santander Paloma O`Shea, Ferruccio Busoni International Piano Competition, Maria Canals International Music Competition, Vendome Prize на фестивалі Verbier, Міжнародному конкурсі молодих піаністів пам`яті Володимира Горовиця та на конкурсах у Лос-Анджелесі, Еттлінгені, Сан-Марино, а також на Мальті.
Музикантка є викладачем престижних міжнародних майстер-класів – зокрема, Kronberg Academy , Blackmore Academy  та VERE MUSIC ACADEMY  фонду VERE MUSIC FUND.

## Дискографія
Понад 20 компакт-дисків     , випущених провідними світовими лейблами – Decca, Sony, EMI. Ці записи отримали міжнародні відзнаки, такі як Diapason d'Or, BBC Music Award та Pizzicato Super Sonic Award. Музикантка отримала найважливішу медіа-премію Німеччини – Echo Prize, категорія «Класика без кордонів» (2014).

## Нагороди
Alfred Brendel Prize на Ruhr Piano Festival.